# The Phony Singer
The Phony Singer è un cortometraggio muto del 1913 diretto da Pat Hartigan e interpretato da John E. Brennan, Ruth Roland e Marshall Neilan.

## Produzione
Il film, prodotto dalla Kalem Company, fu girato in California, a Santa Monica.

## Distribuzione
Distribuito dalla General Film Company, il film uscì nelle sale cinematografiche statunitensi il 25 aprile 1913. 
Nelle proiezioni, veniva programmato con il sistema dello split reel, accorpato in un'unica bobina con un altro cortometraggio prodotto dalla Kalem, il documentario Japan, the Industrious.